# La Gatomaquia
La Gatomaquia ist ein Gedicht-Epos von Lope de Vega, das ein Jahr vor seinem Tod, 1634, unter dem Pseudonym Tomé de Burguillos veröffentlicht wurde. Es ist in sieben Strophen (Silva) unterteilt und besteht aus etwa 2 500 Zeilen. Lope hatte das Thema Epos bereits aus verschiedenen Blickwinkeln behandelt (Dragontea, Isidro, Das eroberte Jerusalem), allerdings immer in einem feierlichen Ton. In diesem Fall ist das Werk heroisch-komisch und hat sehr entfernte formale Vorläufer, von der Batracomiomachie (eine Parodie auf die Ilias), bis hin zu italienischen Modellen der Renaissance, die in Spanien gut an die Loa de la Pulga von Gutierre de Cetina, die Mosquea de Villaviciosa und andere angepasst wurden.
Im Mittelpunkt der Handlung steht Zapaquilda, die schöne Katze und Geliebte von Marramaquiz, die sich in eine parodistische Helena von Troja verwandelt und der Gunst des adretten Micifuf ausgesetzt ist. Nach ironischen Wechselfällen, Ständchen, Herausforderungen und Verzauberungsversuchen entführt Marramaquiz Zapaquilda schließlich am Tag ihrer Hochzeit mit Micifuf. Der Krieg zwischen den beiden wird erklärt und der Olymp teilt seine Vorlieben. Schließlich stirbt Marramaquiz bei einem Beutezug durch die Hand eines Jägers, und es kommt zum Happy End zwischen Zapaquilda und Micifuf. Das Stück hat gemischte Kritiken erhalten. Während die meisten Kritiker die lyrischen Tugenden des Ungeheuers der Natur und den humorvollen und zugleich sentimentalen Ton des Gedichts loben, haben andere auf einen gewissen Ton der Beliebigkeit und Leere hingewiesen.